# كيلي باركر
كيلي باركر (8 مارس 1981 بريجاينا في كندا - ) هي لاعبة كرة قدم كندية في مركز الوسط، شاركت في الألعاب الأولمبية الصيفية 2012. وشاركت مع منتخب كندا لكرة القدم للسيدات. أما مع النوادي، فقد لعبت مع سكاي بلو ونادي فرايبورغ ووسترن نيويورك فلاش ووسترن نيويورك فلاش وOttawa Fury (women) ‏ وF.C. Indiana ‏ وأوتاوا فيوري وAtlanta Beat (WPS) ‏.

## وصلات خارجية
- كيلي باركر على موقع الاتحاد الدولي (مؤرشف)  (الإنجليزية)
- كيلي باركر على موقع الاتحاد الأوربي (الإنجليزية)
- كيلي باركر على موقع قاعدة بيانات كرة القدم.إي يو (الإنجليزية)
- كيلي باركر على موقع Soccerway.com (الإنجليزية)
- كيلي باركر على موقع أوليمبيديا (الإنجليزية)
- كيلي باركر على موقع اللجنة الأولمبية الكندية (الإنجليزية)